# Zoológico de Ueno

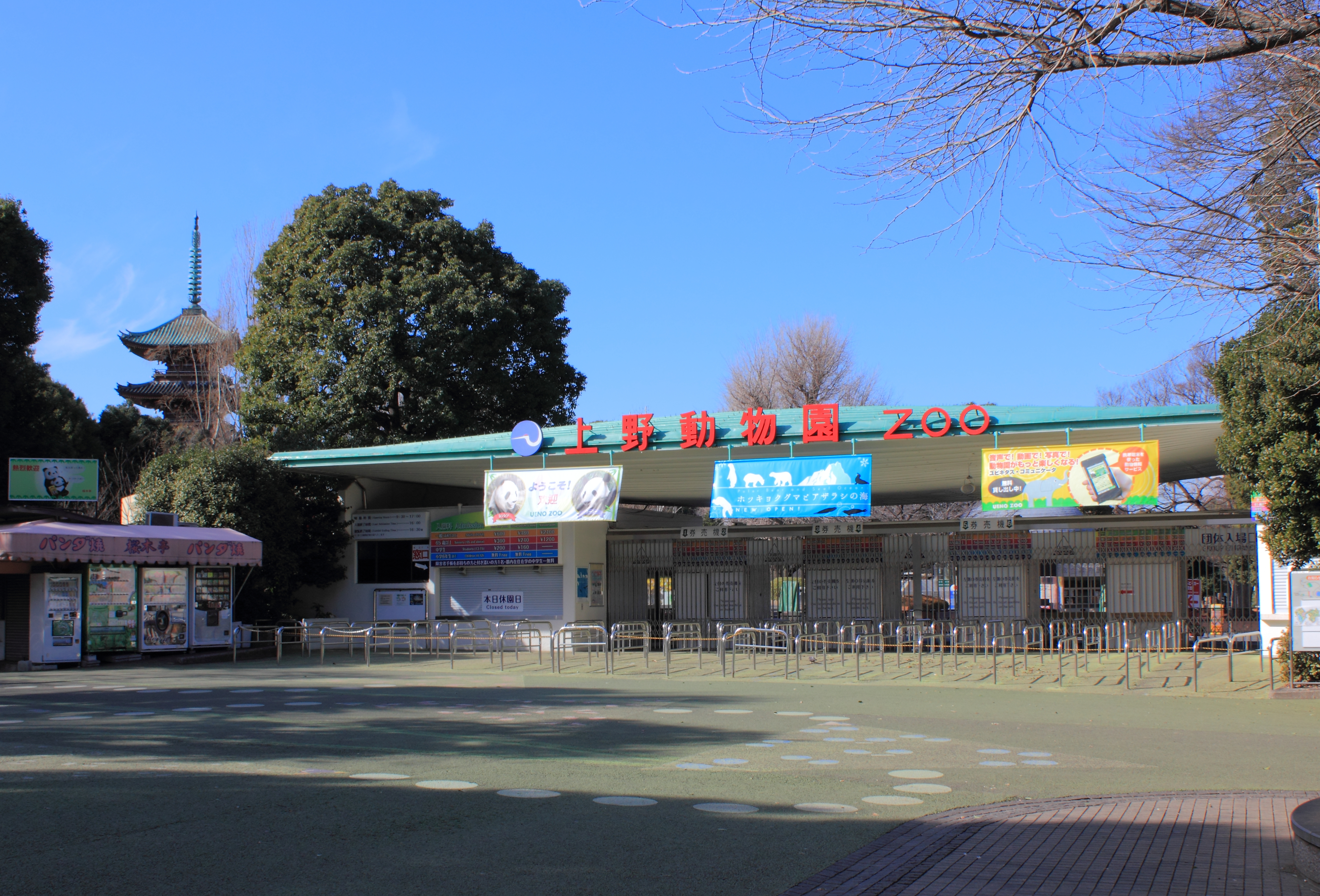

O Zoológico de Ueno (恩賜上野動物園, Onshi Ueno Dōbutsuen) é um zoológico administrado pelo Governo Metropolitano de Tóquio e localiza-se em Taito, Tóquio, Japão. É o zoológico mais antigo do Japão, aberto desde 20 de março de 1882. Fica a cinco minutos a pé da Estação Ueno, com acesso fácil para a rede de transporte público de Tóquio. O Monotrilho do Zoológico de Ueno, o primeiro monotrilho do país, conecta as partes leste e oeste de seu terreno.
O zoológico situa-se no Parque Ueno, um grande parque urbano que é abriga museus, um pequeno parque de diversões e outras atrações. O zoológico fecha às segundas-feiras (terças, se segunda for um feriado).

## História
O terreno era originalmente propriedade da família imperial, mas foi concedido ao governo municipal em 1924 – juntamente com o Parque Ueno – na ocasião do casamento do príncipe herdeiro Hirohito. 

### Segunda Guerra Mundial
Logo após os bombardeios de março de 1945 a Tóquio, os japoneses colocaram o piloto da Força Aérea dos Estados Unidos Ray "Hap" Halloran nu em uma jaula do tigre do zoológico para que o público pudesse andar em frente da jaula e observar o prisioneiro do B-29.
O Exército Imperial Japonês ordenou que todos os "animais silvestres e perigosos" do zoológico deveriam ser mortos, alegando que as bombas poderiam atingir o espaço e animais selvagens que escapassem poderiam causar pânico nas ruas de Tóquio. Os pedidos apresentados pelos funcionários do zoológico para suspender a medida ou evacuar os animais para outro lugar foi rejeitado. Os animais foram executados em sua maioria por envenenamento, estrangulamento ou simplesmente colocando-os em inanição. Um memorial foi realizado para os animais em dezembro de 1943 (enquanto alguns dos animais estavam ainda morrendo) e atualmente um memorial permanente (adicionado em 1975) pode ser encontrado no Zoológico de Ueno. 

### Inovações recentes
O zoológico fornece aos animais um ambiente semelhante ao seu habitat natural. Em anos recentes, as jaulas antigas do passado foram substituídas por habitats modernos, tais como a "Floresta dos Gorilas", construída após dois acidentes bem noticiados em 1999.

## População animal

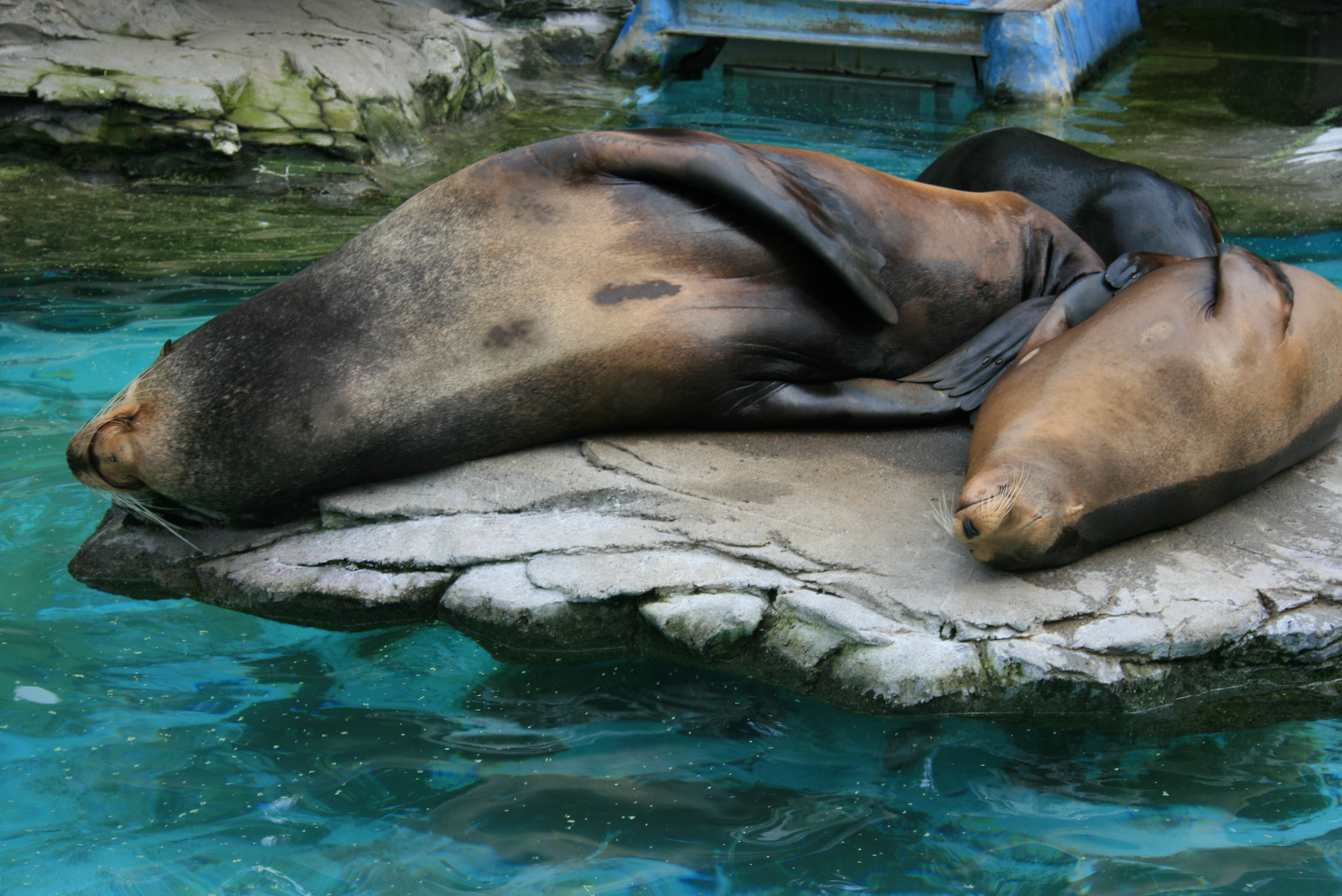
Leões marinhos da Califórnia dormindo

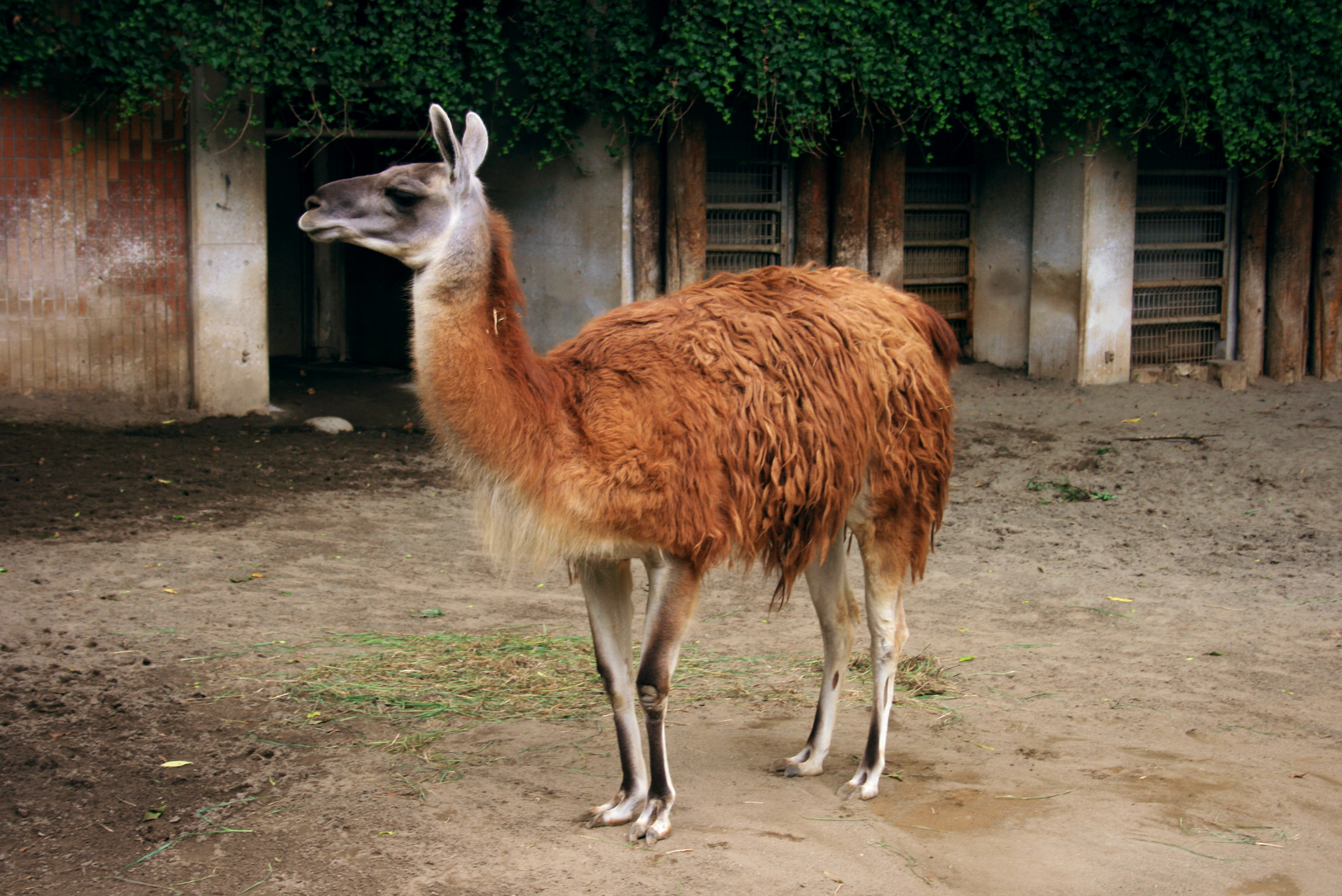
Lhama

O zoológico é lar de mais de 2 600 animais representando mais de 460 espécies. O tigre-de-sumatra e o gorila encabeçam a lista da população do zoológico. Ueno possui mais espécies em exibição do que qualquer outro zoológico no Japão.
O zoológico também é lar de zebras, macacos-japoneses, grous-da-manchúria, águias-rabalvas e pinguins-reis, juntamente com cabras, ovelhas, porcos, lhamas, avestruzes e coelhos.
Em algum momento, a redistribuição de animais entre os outros zoológicos de Tóquio (incluindo o Zoológico de Tama e o Parque Natural Inokashira) deixaram Ueno sem um leão. No entanto, em resposta à demanda do público, Ueno pegou emprestado uma fêmea do Zoológico Municipal de Yokohama.

### Principais animais

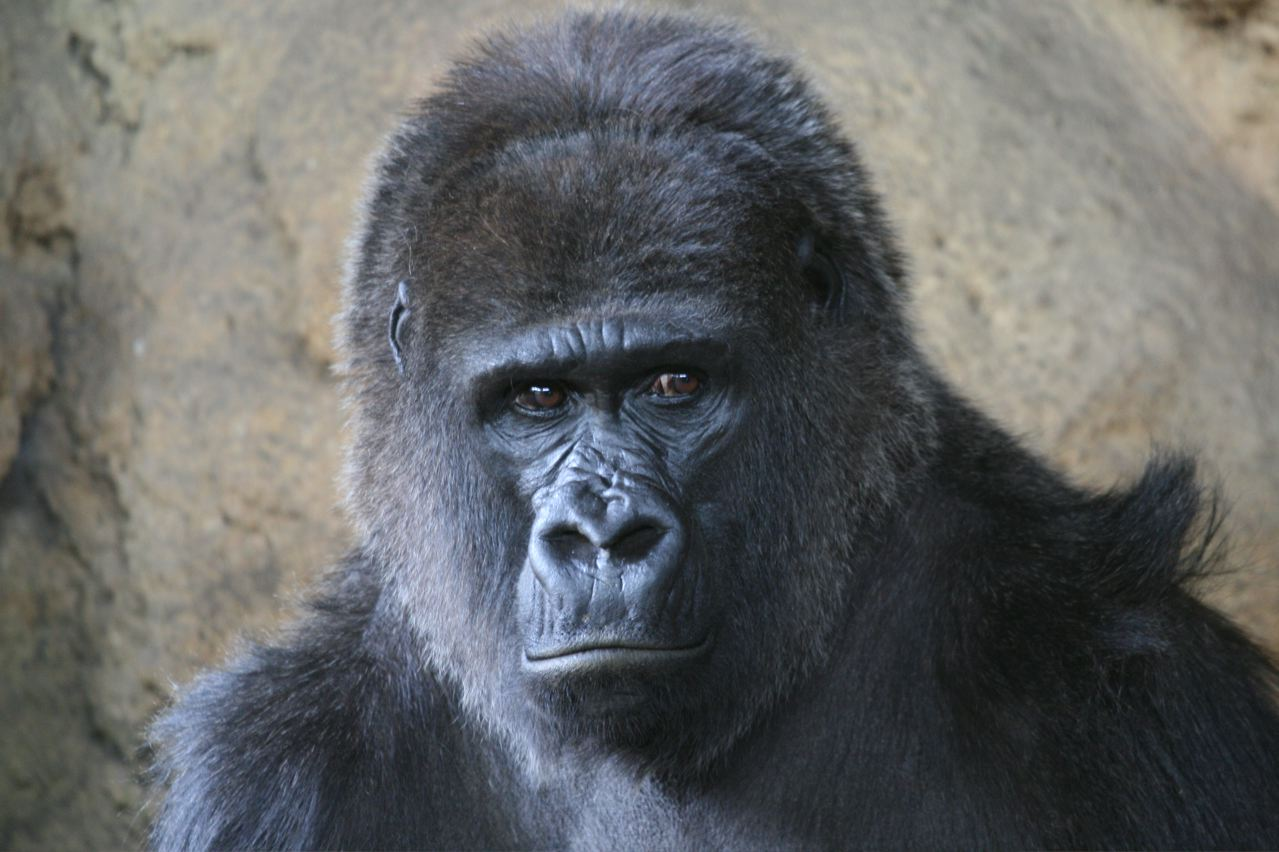
Gorila no Zoológico de Ueno

Após a morte do panda-gigante Ling Ling em 2008, o zoológico de Ueno ficou sem um membro desta espécie pela primeira vez desde 1972. Dois novos pandas-gigantes chegaram da Reserva Natural Wolong em fevereiro de 2011. O panda macho, Billy (比力 ビーリー) foi renomeado em Ueno para Līlī  (力力 リーリー) para enfatizar sua vitalidade jocosa. O nome da fêmea Siennyu (仙女 シィエンニュ ‘Encantada’) foi trocado para Shinshin (真真 シンシン), em referência à pureza (純真) e inocência (天真). Os novos nomes foram baseados em uma pesquisa pública. As escolhas finais para os nomes, no entanto, não foram pegas das mais votadas.
Outros animais abrigados no zoológico incluem espécimes de panda-vermelho, tigre-de-sumatra, leão-asiático, gorila, urso-polar, elefante-asiático, girafa reticulada, bisão americano, lontra, raposa vermelha, morcego, tucano, tapirus, canguru, leão marinho californiano, feneco, hipopótamo-pigmeu, hipopótamo-comum, ocapi, tamanduá-Bandeira, crocodilo, tartaruga, flamingo, lemuroidea, pelicano,  e rinoceronte-branco.